# Benediktionale des heiligen Æthelwold

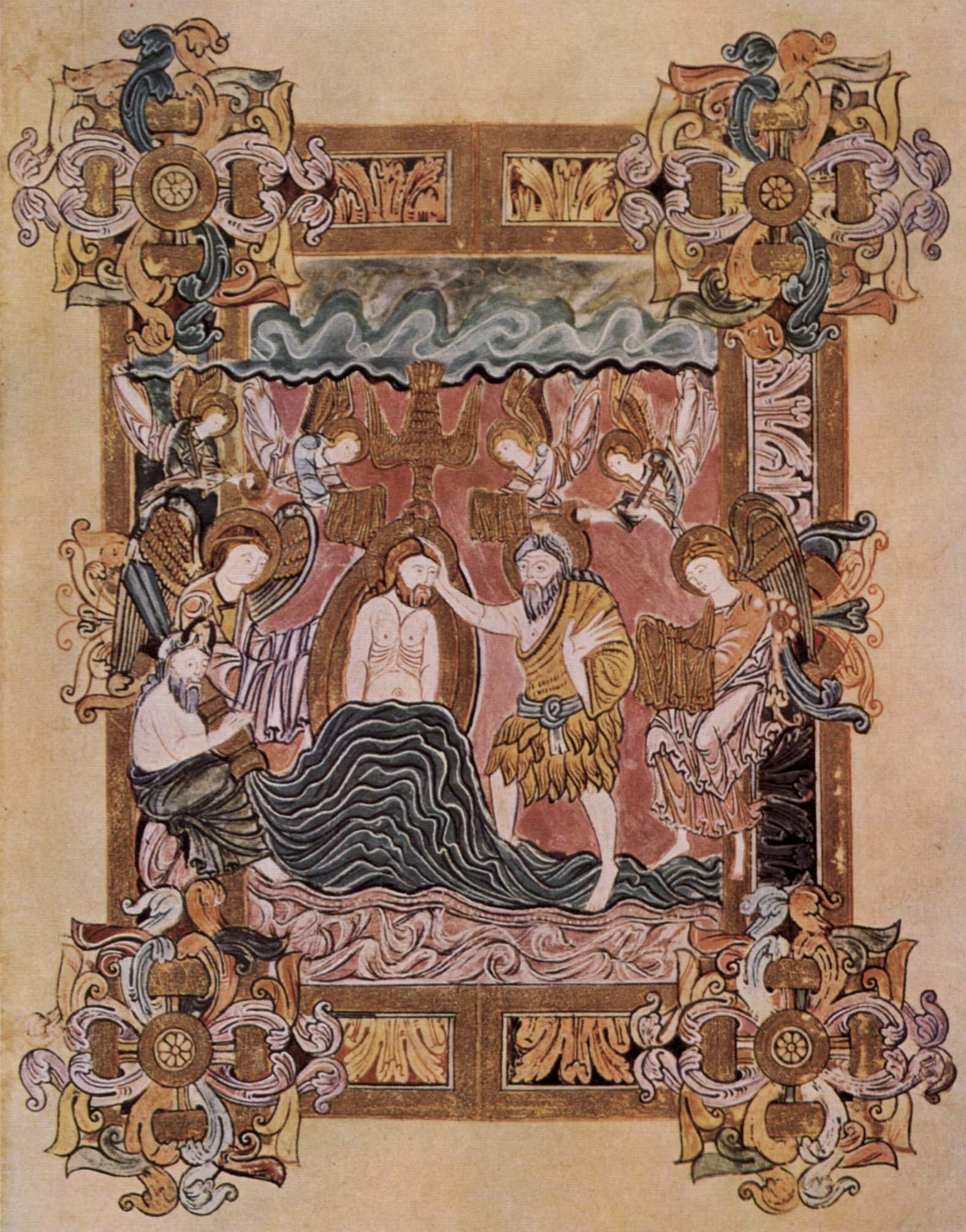
Taufe Christi

Das Benediktionale des heiligen Æthelwold ist eine illuminierte Handschrift aus dem 10. Jahrhundert aus England. Sie befindet sich heute in der British Library in London, Signatur Additional MS 49590.
Das Benediktionale enthält liturgische Texte für die Messen an allen Tagen des Kirchenjahres (Segnungen. Bibeltexte, Fürbittgebete).
Es wurde um 970/980 in Winchester im Auftrag von Bischof Æthelwold angefertigt. Die Handschrift enthält 28 ganzseitige farbige Abbildungen sowie ornamentale und figürliche Verzierungen im Text.
Sie gilt als das Meisterwerk der späten angelsächsischen Buchmalerei und des Winchester-Stils.

## Ausgaben
- Warner, G. F., Wilson, H. A., The Benedictional of St Æthelwold, Roxburghe Club, Oxford, 1910 (Faksimile)